# Habrová seč
Habrová seč je přírodní rezervací od roku 1988. Rozkládá se jižně od obce Nové Syrovice u Moravských Budějovic, na ploše přes třináct hektarů . O ochraně tohoto území bylo rozhodnuto z důvodu vysoké druhové rozmanitosti zejména tamější flory, a to jak dřevinného, tak bylinného patra. Jde o smíšený les, s velkým podílem buků a habrů. Co se týče bylinného patra, nejvýraznějším prvkem je především jarní aspekt. Dále návštěvníkově pozornosti jistě neuniknou zlámané či vyvrácené kmeny – od doby vyhlášení přírodní rezervace je les víceméně zanecháván napospas přirozenému vývoji.

## Lokalita

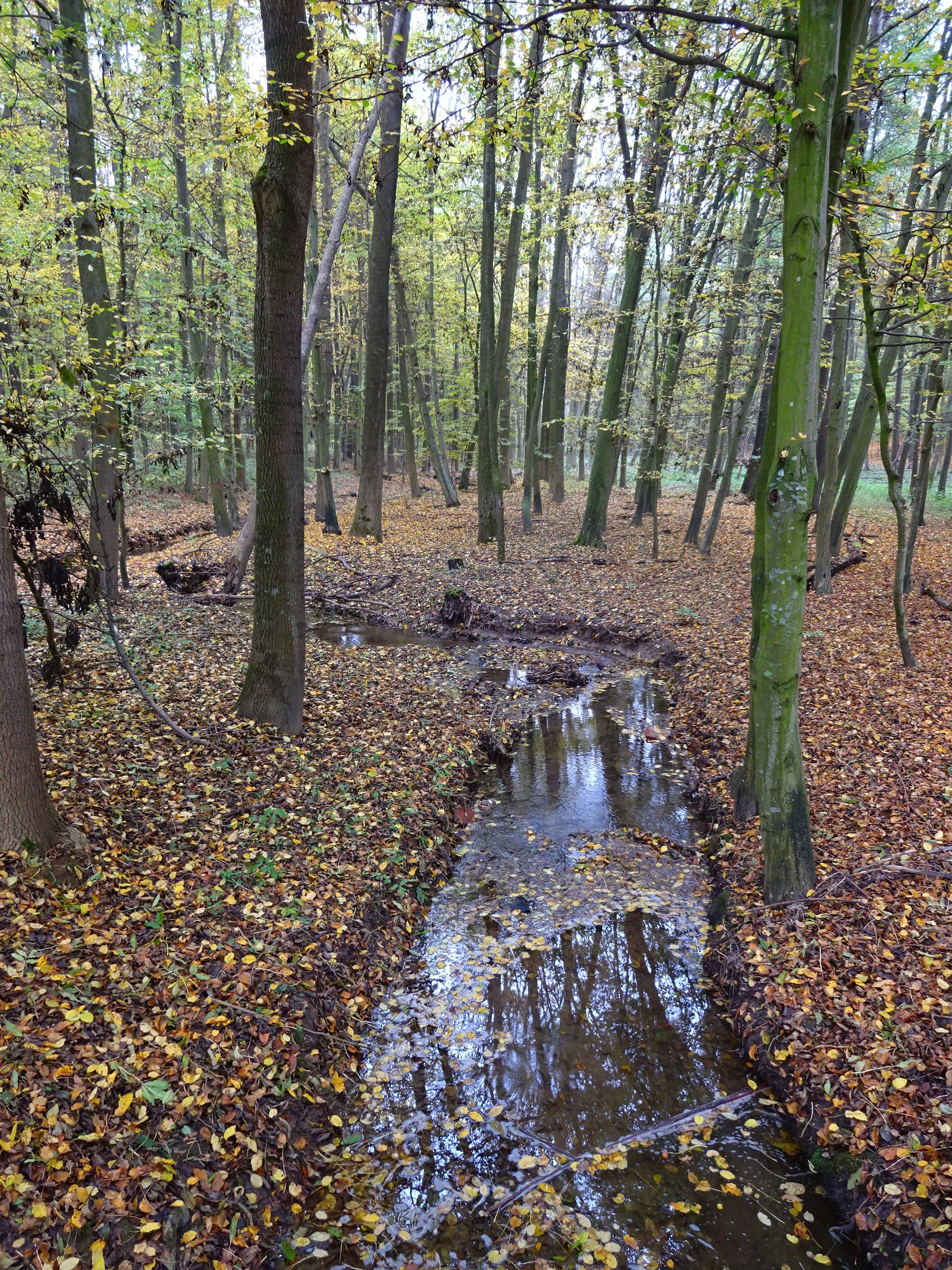
Nejníže položená část Habrové seče, údolí Spetického potoka.

Přírodní rezervace Habrová seč tvoří část komplexu Novosyrovických lesů na Třebíčsku, rozkládá se v mírném svahu asi 2 km jižně od obce Nové Syrovice, v jejímž katastru leží. Ze severní strany a jižní strany je ohraničena dvěma potoky, Spetickým a Ctidružickým; toto rozložení je pro zdejší přírodní poměry důležitým faktorem.
Podloží tvoří migmatity, lokálně překryté písčitými mořskými sedimenty. Co se týče půdy, převládá zde kambizem.

## Historie hospodaření
Před vyhlášením přírodní rezervace Habrová seč byl na jejím území les obhospodařovaný především výběrovým způsobem, tedy vybíraly se nejstarší a nejvyspělejší stromy a ty se postupně kácely. Takto vznikaly menší holiny, na kterých docházelo ke zmlazování listnáčů, tím vznikaly další a další generace a les se stále více věkově, výškově ale i druhově diferencoval. Náhodně roztroušené jehličnany, především smrky, zde byly pravděpodobně vysazeny uměle.

## Ochrana území

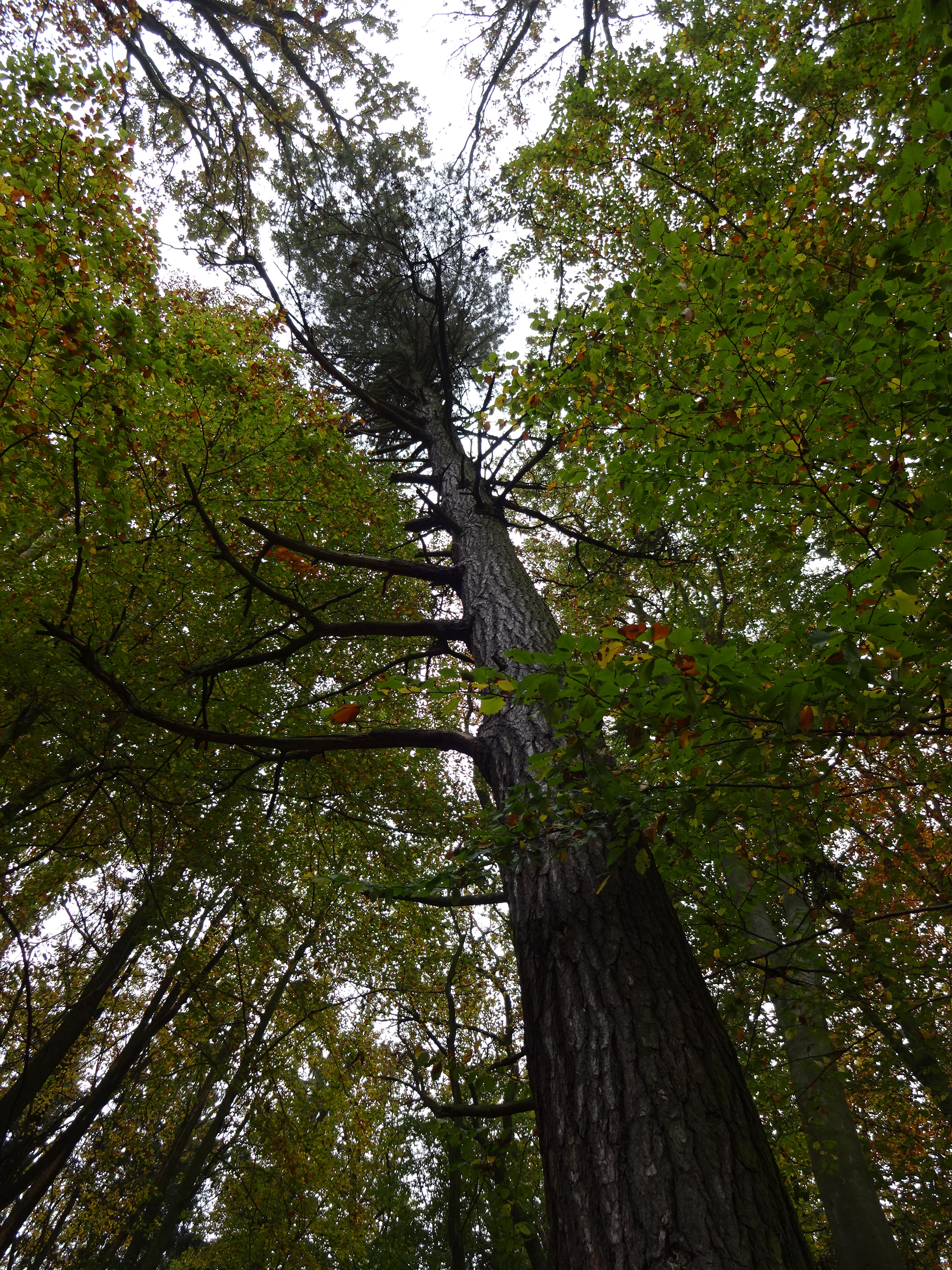
Vtroušený smrk v Habrové seči

Habrová seč je přírodní rezervací především pro svou druhovou rozmanitost, co se týče flory. Díky svému prostorovému rozložení a způsobu hospodaření v minulosti skrývá řadu nepřehlédnutelných druhů, které se buď v okolí této přírodní rezervace nevyskytují, nebo jejich výskyt vedle jiných zdejších druhů není tak častý.
Jedním z rušivých vlivů mohou být smrky, které jsou v tomto ekosystému očividně cizí. Na území přírodní rezervace se dostaly buďto umělou výsadbou, nebo nálety z okolních porostů. Z tohoto důvodu je zde navržena obnovní těžba smrkového porostu, s následným zalesněním dubem zimním a bukem lesním.
Ve vlastním jádře přírodní rezervace se v mladších skupinách stromů provádí prořezávky ve prospěch dubu a buku, jinak se území ponechává bez zásahů, přirozenému vývoji. Případná zmlazení listnáčů je doporučeno oplotit, kvůli škodám způsobovaným zvěří (okus).

## Přírodní poměry

### Flora
Zdejší ekosystém je přechodným článkem mezi dubohabřinami a bučinami, lze tedy na celkem malém území nalézt rostliny z obou ekosystémů. Z dřevin převažuje hlavně buk lesní (Fagus sylvatica) a habr obecný (Carpinus betulus), spolu s ojedinělým výskytem dalších, v této oblasti méně obvyklých dřevin. Výskyt dubu letního (Quercus robur) je zde velmi unikátní, díky přítomnosti vlhčích stanovišť však častý. Bylinné patro je zde velmi výrazné, zejména v období brzkého i pozdního jara. Mezi významné druhy Habrové seče můžeme zařadit česnek medvědí (Allium ursinum), kyčelnici devítilistou (Dentaria enneaphyllos), kyčelnici cibulkonosnou (Dentaria bulbifera), nebo prvosenku vyšší (Primula elatior), což jsou především zástupci bučin. Nicméně např. brambořík evropský (Cyclamen purpurascens) nebo lýkovec jedovatý (Daphne mezereum) jsou zástupci hlavně okolních dubohabřin, do Habrové seče zasahujících. Zdejší zvláštností je výskyt řeřišnice trojlisté (Cardamine trifolia), vzácně můžeme na území rezervace nalézt některé české orchideje, jako kruštík modrofialový (Epipactis purpurata) a kruštík širolistý (Epipactis heleborine). V údolí Spetického potoka jsou dokonce bohaté porosty chráněné bledule jarní (Leucojum vernum).

### Fauna
Z bezobratlých zde můžeme nalézt běžnější druhy tesaříků, řadu střevlíků, drabčíků a jiných brouků. Na zdejší listnaté lesy je také vázána spousta druhů motýlů.
Poměrně hojný je zde výskyt strakapoudů – strakapoud velký (Dendrocopos major), strakapoud prostřední (Dendrocopus medius), i strakapoud malý (Dendrocopus minor). Můžeme zde potkat i žlunu zelenou (Picus viridis), a dokonce prý i čápa černého (Ciconica nigra).

## Kulturní prvky

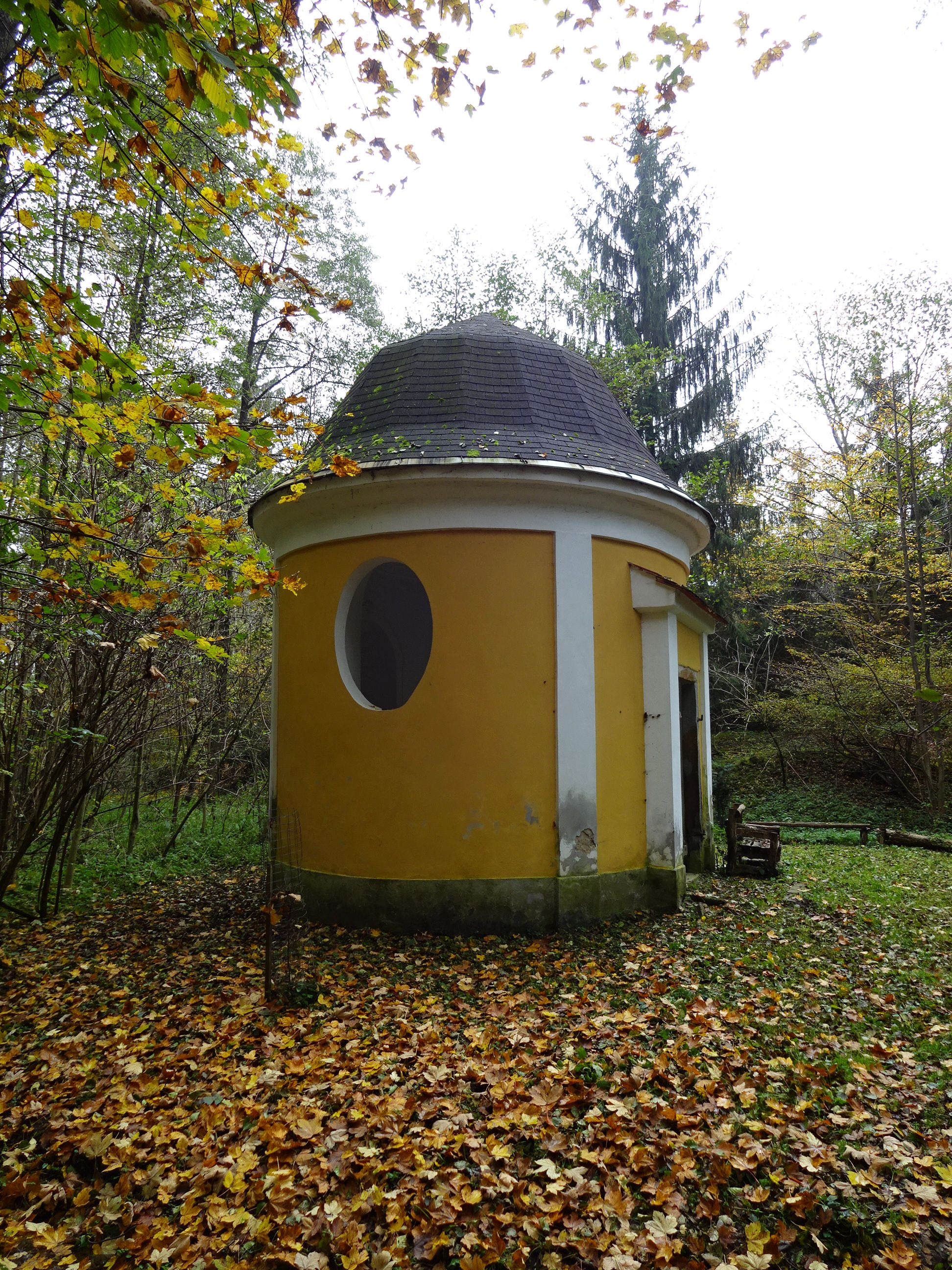
Letohrádek Sibyla na břehu Ctidružického potoka

Jako i okolní krajina byla nejenom v době baroka ovlivňována člověkem, ani Habrová seč neunikla „zkulturnění“. Kolem celého území vede jedna z větví Graselovy stezky, sítě turistických cest naplánovaných a vyznačených Slavonickou renesanční obecně prospěšnou společností.

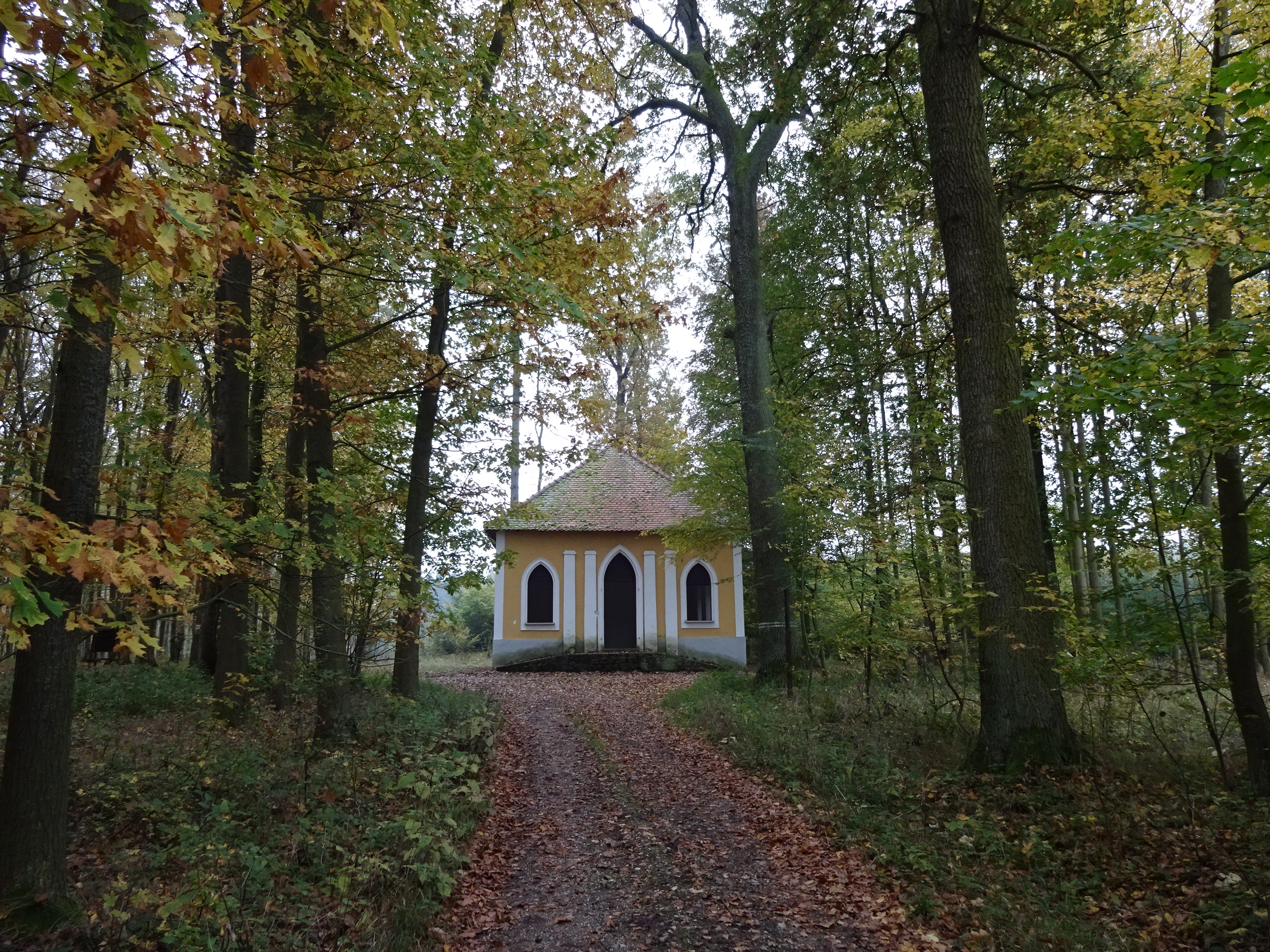
Malá stavba Lusthaus na okraji Habrové seče

Na území rezervace se dále nachází velmi zajímavý a celkem neobvyklý barokní prvek – trojice drobných staveb. Pověst praví, že majitel syrovického panství byl velmi zbožný člověk a chtěl na svém pozemku postavit kostel. Nicméně úřady mu to nepovolily, postavil tedy tři samostatné stavby, představující jednotlivé části kostela. První z nich, Sibyla, je malý letohrádek u potoka. Pokud bychom považovali trojici staveb za jeden celek, jak nám pověst o roztroušeném lesním kostele napovídá, pak můžeme Sibylu považovat za kněžiště či sakristii tohoto kostela. Druhá stavba, Lusthaus, je loveckým zámečkem. Stojí na křižovatce lesních cest, symbolicky na místě setkávání. Je tedy jasné, že představuje hlavní loď. Třetí stavbou je Špice. Už podle názvu lze předpokládat, že symbolizuje věž kostela, jedná se však pouze o cca tři metry vysoký obelisk .